# Воттомукс
Воттомукс — пресноводное озеро на территории Суккозерского сельского поселения Муезерского района Республики Карелии.

## Общие сведения
Площадь озера — 5,6 км², площадь водосборного бассейна — 17,8 км². Располагается на высоте 183,4 метров над уровнем моря.
Форма озера продолговатая: оно почти на четыре километра вытянуто с северо-запада на юго-восток. Берега несильно изрезанные, каменисто-песчаные, местами заболоченные.
С южной стороны озера вытекает ручей, впадающий в реку Кукшари, которая течёт из озёр Малые- и Большие Кушкари и впадает в Музозеро. Последнее протокой соединено с цепочкой озёр Корбисалми и, далее, — с озером Торос. Из озера Торос вытекает протока, впадающая в Воттозеро, из которого берёт начало река Вотто, впадающая в озеро Гимольское, через которое течёт река Суна.
В озере расположено не менее шести небольших безымянных островов.
Северо-западный берег озера огибает дорога местного значения.
Населённые пункты вблизи водоёма отсутствуют.
Код объекта в государственном водном реестре — 01040100211102000017722.

## Панорама

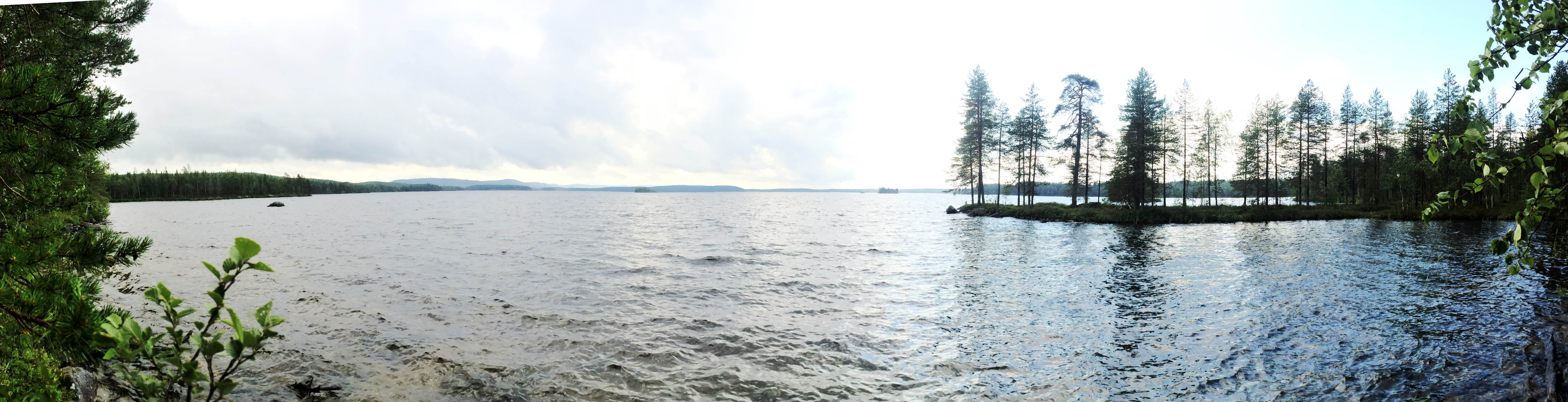
Панорама